# 513
- Wikisource

| Calendário gregoriano                                                        | 513 DXIII                       |
| Ab urbe condita                                                              | 1266                            |
| Calendário arménio                                                           | -39 – -38                       |
| Calendário bahá'í                                                            | -1331 – -1330                   |
| Calendário budista                                                           | 1057                            |
| Calendário chinês                                                            | 3209 – 3210                     |
| Calendário copta                                                             | 229 – 230                       |
| Calendário etíope                                                            | 505 – 506                       |
| Calendários hindus - Vikram Samvat - Calendário nacional indiano - Cáli Iuga | 568 – 569 434 – 435 3613 – 3614 |
| Calendário Holoceno                                                          | 10513                           |
| Calendário islâmico                                                          | 112 BH – 111 BH                 |
| Calendário judaico                                                           | 4273 – 4274                     |
| Calendário persa                                                             | 109 BP – 108 BP                 |
| Calendário rúnico                                                            | 763                             |
| Calendário solar tailandês                                                   | 1056                            |

513 (DXIII, na numeração romana) foi um ano comum do século VI que começou numa terça-feira, segundo o calendário juliano.  Segundo o horóscopo chinês, foi o ano da Serpente.
| Ano completo                    |
| ------------------------------- |
| Ano comum com início ao domingo |

## Nascimentos
- 513 - Nicécio de Tréveris, bispo de Tréveris nascido no final do século V.